# Воздушная армия
Воздушная армия — объединение военно-воздушных сил в некоторых государствах на различных исторических этапах. 

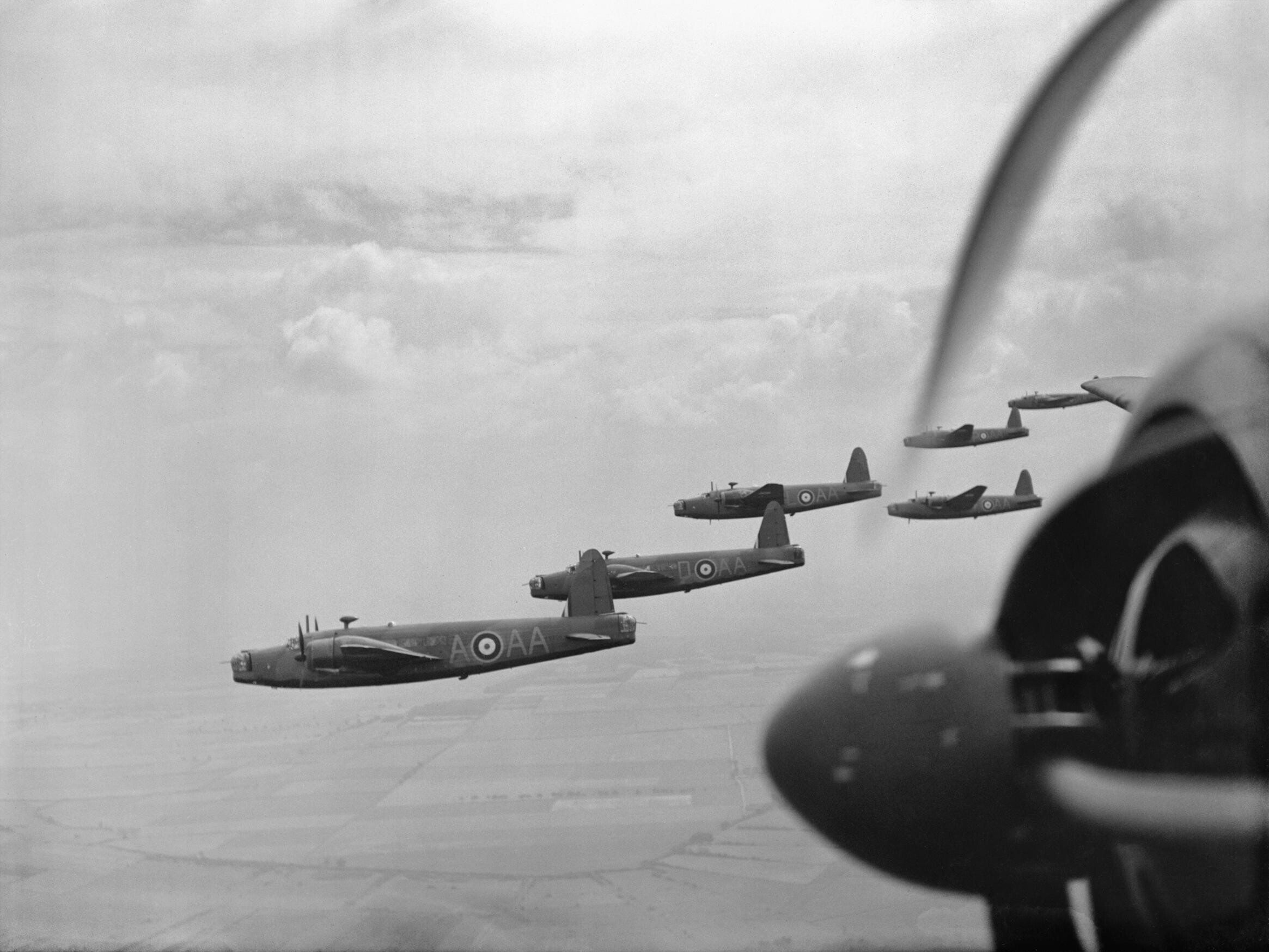
Эскадрилья Vickers Wellington
Бомбардировочного командования Королевских ВВС.
(Бомбардировочная воздушная армия).
1940 год

Сокращённое обозначение — ВА. 

## Терминология
В отличие от армий (танковых, полевых и общевойсковых) в сухопутных войсках, термин армия (как тип объединения) в полном наименовании встречался в ВВС СССР, ВВС РФ и ВВС Японии (Армия (объединение) — яп. 軍).
В русскоязычных источниках про высшие объединения ВВС в вооружённых силах других государств применяется термин «воздушная армия».
При этом оригинальные полные наименования этих формирований не содержат термин «армия», а используют термины «командование», «флот» или «силы»:
- в ВВС США для обозначения воздушной армии приводится термин «воздушные силы» с порядковым номером объединения (англ. Numbered Air Force) либо «воздушные силы» с собственным именем (англ. Named Air Forces);
- в ВВС Великобритании аналогичным объединением являлось «авиационное командование королевских ВВС» (англ. Royal Air Force Command) по родам войск либо по территориальной принадлежности (RAF Bomber Command, RAF Fighter Command, Mediterranean Air Command и т.д.);
- в Люфтваффе таковым объединением являлся «воздушный флот» (нем. Luftflotte).

## История создания воздушных армий по государствам
В военной истории создание воздушных армий (ВА) в основном пришлось на период Второй мировой войны.

### СССР
В СССР воздушные армии на различных исторических этапах создавались в двух видах Вооружённых сил: в ВВС СССР и в Войсках ПВО СССР.   

#### Воздушные армии в ВВС СССР
Создание формирований такого крупного уровня впервые произошло в СССР в 1936 году. В период с 1936 по 1938 годы были созданы так называемые  Армии особого назначения (АОН) в количестве трёх единиц. Они собой представляли объединение из авиационных бригад тяжёлых бомбардировщиков находившихся в Резерве главного командования и дислоцировались в следующих городах:
- АОН-1 — Монино, Иваново, Воронеж, Курск, Орёл;
- АОН-2 — Хабаровск и его окрестности;
- АОН-3 — Ростов-на-Дону, Новочеркасск, Запорожье.

Сформированные объединения не имели одинакового состава. В апреле 1938 года все АОН были переведены на единые штаты.
В состав каждой АОН входили:
- Управление армии и части обеспечения;
- 2 тяжелобомбардировочные авиационные бригады;
- 1 легкобомбардировочная авиационная бригада;
- 1 истребительная авиационная бригада.

На вооружении АОН находилось: 150—170 тяжёлых бомбардировщиков ТБ-3 и ДБ-3; около 50 фронтовых бомбардировщиков СБ; около 50 истребителей И-15/И-16.
В советско-финской войне 1939—1940 годов АОН-1 выполняла боевые задачи по переброске войск противника а также наносила удары по аэродромам и объектам тыла противника. По анализу боевых действий была выявлена громоздкость подобных авиационных формирований, в результате чего все три АОН были расформированы, а части и соединения вошли в состав созданной Дальнебомбардировочной авиации Главного командования Красной армии.
К началу Великой Отечественной войны ВВС Красной армии была представлена авиационными дивизиями, которые передавались управлению общевойсковых армий и управлению фронтов.
Анализ боевых действий 1941—1942 годов выявил что передача каждой из общевойсковых армий 1—2 авиационных дивизий распыляет усилия военно-воздушных сил, исключает централизованное управление и массированное применение авиации во фронтовых операциях.
В мае 1942 года все авиационные части и соединения находившиеся в составе Действующей армии и флота были сведены в оперативные объединения — воздушные армии. Всего за полгода 1942 года было сформировано 17 воздушных армий. В декабре 1944 года была создана 18-я воздушная армия в составе Дальней авиации. Воздушные армии входили в состав фронтов и подчинялись командующим войсками фронтов. Некоторые фронты, действовавшие на наиболее важных направлениях, имели по две ВА. 18-я воздушная армия Дальней авиации подчинялась командующему ВВС Красной Армии.
Состав созданных ВА был крайне не однороден и зависел от сложившейся оперативной обстановки на фронтах. Так на момент создания в мае 1942 года в состав 1-й ВА вошло 13 авиационных дивизий. Летом 1944 года в составе 2-й ВА оказалось одновременно 9 авиационных корпусов и 3 отдельные авиационные дивизии, в результате чего общее количество дивизий достигло 26, на вооружении которых находилось 3197 самолётов. Наименьшее количество дивизий (3 соединения) на момент создания было в 11-й, 13-й, 15-й и 16-й ВА. Кроме боевых авиационных полков (истребительных, бомбардировочных, штурмовых) в состав ВА также входили  полки боевого и тылового обеспечения (разведывательные, транспортные, корректировочно-разведывательные, санитарной авиации, полки аэродромного ПВО).
По окончании Великой Отечественной войны все ВА были переданы в подчинение командования военных округов.
В послевоенный период состав воздушных армий был значительно сокращён. Некоторые воздушные армии включали в себя 1—2 авиационные дивизии и несколько отдельных полков. Отдельно следует отметить состав 76-й ВА ЛенВО, в которых не было соединений и которое состояло только из 4 авиационных полков.
На 1 мая 1989 года в составе ВВС СССР было 18 ВА.

#### Воздушные армии в Войсках ПВО СССР
В годы Великой Отечественной войны, для обороны крупных городов и промышленных районов в июне 1943 года была создана 1-я воздушная истребительная армия ПВО (1-я ВИА ПВО). В объединение в разные годы входило от 3 до 6 истребительных авиационных дивизий. Количество истребительных полков в объединении менялось от 17 до 23.
В послевоенные годы в составе Войск ПВО СССР было создано дополнительно 10 ВИА ПВО.
ВИА ПВО находились в подчинении округов и районов ПВО. К началу 60-х годов, в связи с массовым оснащением войск ПВО ракетной техники, все ВИА ПВО и входившие в их состав истребительные авиационные дивизии были расформированы. На их месте были созданы Отдельные армии ПВО (ОА ПВО), которые, в отличие от прежних исключительно авиационных объединений, представляли собой уже объединения включавшие в свой состав зенитно-ракетные бригады и дивизии, радиотехнические бригады и авиационные полки истребителей-перехватчиков.

### Германия

Штандарт командующего воздушным флотом Люфтваффе (1940—1945)

В годы Второй мировой войны высшим объединением Люфтваффе были воздушные флоты (нем. Luftflotte), которые в русскоязычных источниках считаются аналогом воздушной армии.
В годы войны общее количество воздушных флотов достигло 8 (с 1-го по 6-й, 10-й, «Рейх»). Одинакового состава для всех воздушных флотов не было. Во флота входили от 2 до 4 авиационных корпусов и зенитные корпуса. Из общего числа воздушных флотов в боевых действиях с СССР были задействованы 4 флота в полном составе (1-й, 2-й, 4-й и 6-й) и 5-й флот частично (в Норвегии и Финляндии).
Первые воздушные флоты (1-й, 2-й, 3-й и 4-й) были созданы до начала польской кампании в феврале—марте 1939 года.
5-й воздушный флот был создан непосредственно перед началом датско-норвежской кампании в апреле 1940 года, в которой принял участие.
6-й воздушный флот был создан в мае 1943 года, при крупной перегруппировке немецких войск, предшествовавших к подготовке стратегической операции Цитадель, которая явилась последним крупнейшим наступлением вермахта на Восточном фронте. 1-й и 6-й воздушный флот принимали активное участие в данной операции.
В состав каждого из флотов входило от 800 до 1200 самолётов.
В связи с коренным переломом ситуации на Восточном фронте и отступлением немецких войск, на территории Германии в феврале 1944 был создан воздушный флот «Рейх», для противовоздушной обороны непосредственно самой территории, а в июне того же года был создан 10-й воздушный флот, на которого была возложена задача подготовки лётного и технического персонала для люфтваффе, понёсшего тяжёлые потери.
Все флота были подчинены оперативным командованиям и действовали в выделенной территориальной зоне ответственности. 

### США

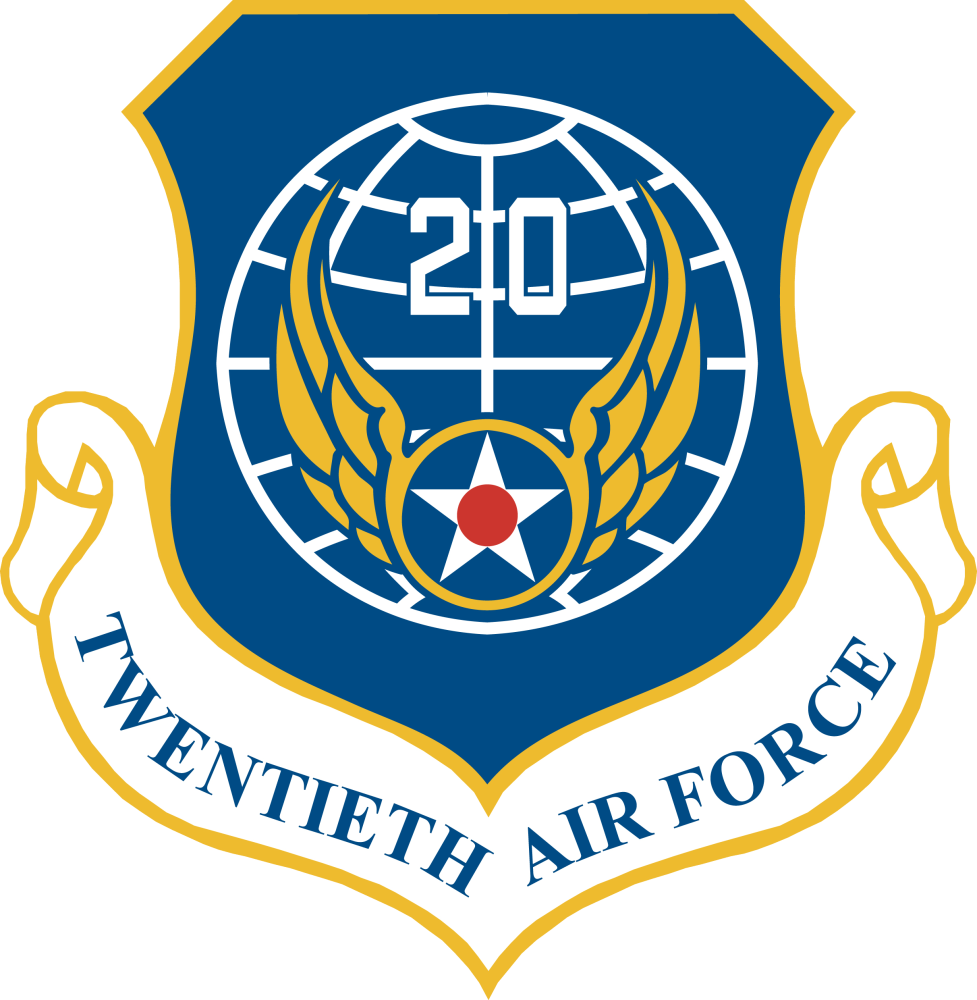
Эмблема 20-й воздушной армии США

В составе ВВС США ВА впервые были созданы в октябре 1940 года. Основой для создания ВА послужили региональные командования Воздушного корпуса Армии США. Корпус был сформирован в 1926 году для выполнения противовоздушной обороны территории США и первоначально состоял из 4 воздушных округов (англ. Air Districts). Для управления авиационными соединениями вне основной территории США (отдалённые штаты Гавайи и Аляска) а также находящихся за границей (Центральная Америка, Юго-Восточная Азия) позже были созданы новые региональные командования.
В марте 1941 года округа были переименованы в воздушные армии (в оригинале номерные воздушные силы — англ. Numbered Air Force) с нумерацией с 1-го по 4-е.
Со вступлением США во Вторую мировую войну, все региональные командования ВВС вне основной территории США также были переименованы в воздушные армии:
- в январе 1942 года на базе Аляскинского командования ВВС (Alaskan Air Force) сформирована 11-я воздушная армия;
- в феврале 1942 года на базе Гавайского командования ВВС (Hawaiian Air Force) была создана 7-я воздушная армия;
- в феврале 1942 года на базе Филиппинского командования ВВС (Philippine Department Air Force) была создана 5-я воздушная армия, которая должна была противостоять ВВС Императорского флота Японии в Юго-Восточной Азии;
- в связи с активностью подводных лодок Кригсмарине в Карибском регионе, в сентябре 1942 года на основе Командования ВВС Панамского канала (Panama Canal Air Force) была создана 6-я воздушная армия.

В послевоенный период, в отличие от воздушных армий ВВС СССР и ВС РФ, некоторые объединения ВВС США несмотря на название «воздушная армия», не являлись и не являются авиационными формированиями в прямом понимании этого слова. К таковым относятся:
- 14-я воздушная армия — объединение ведущее радиолокационное слежение за воздушным и космическим пространством[12]. Является аналогом существовавшего в Вооружённых силах РФ Отдельного корпуса контроля космического пространства.
- 20-я воздушная армия — объединение стратегических ракетных войск наземного базирования в составе Командования глобальных ударов ВВС США. Располагает шахтными пусковыми установками МБР[13]
- 24-я воздушная армия — объединение Кибернетического командования США. Предназначена для проведения кибервойн[14].

Воздушные армии по административной линии подчинены различным оперативным региональным командованиям и командованиям различного типа (командования воздушных перевозок, командования обучения и подготовки кадров, боевого авиационного командования, командования специальных операций, стратегического командования и т.д.).

### Япония
Первоначально крупнейшими соединениями ВВС Императорской армии Японии были авиационные корпуса, которые были созданы в августе 1938 года. Воздушные армии были сформированы непосредственно в период Второй мировой войны в 1942 году. Каждая из ВА была создана объединением двух авиационных корпусов, которые при этом были переименованы в авиационные дивизии.
Воздушные армии не имели общего штата. Структура объединений, приведённая в соответствии с организацией войск в сухопутных войсках, была следующей:
- Воздушная армия (Kōkū gun — яп. 航空軍)

- авиационный корпус (Hikō Shudan — яп. 飛行集団) — переименованы в 1942 году в авиационные дивизии.

- авиационная дивизия (Hikō Shidan — яп. 飛行師団)

- авиационная бригада (Hikōdan — яп. 飛行団)

- авиационный полк  (Hikō Sentai — яп. 飛行戦隊)

- авиационная эскадрилья (Hikōtai — яп. 飛行隊)

В состав ВА входило две авиационные дивизии. В состав каждой авиационной дивизии входило от 2 и более авиационных бригад. В среднем в составе авиационной бригады было 3—4 авиационных полка. Авиационные полки располагали от 27 до 49 самолётов сведённых в 3 и более эскадрильи. Личный состав полка — около 400 человек.

### Великобритания
Аналогом воздушной армии в ВВС Великобритании является объединение называемое «Авиационное командование».
С момента создания ВВС Великобритании состояла из ВВС метрополии (соединения и части дислоцированные в непосредственно в Британии) и ВВС заморских территорий (соединения и части в колониях Британской империи). ВВС Великобритании, в отличие от других государств объединения, создавались как по территориальному признаку, так и по функциональному предназначению. По территориальному признаку — соединения создавались в заморских ВВС, по функциональному предназначению — в ВВС метрополии.
По организации войск, ВВС на низшем тактическом уровне были представлены эскадрильями из 12—13 однотипных самолётов, которые сводились авиастанции. Несколько авиастанций сводилось в авиационную группу. Группа являлась аналогом авиационной бригады либо полка. Количество эскадрилий в группах колебалось от 1—3 до 12—15. Группы в некоторых объединениях сводились в крылья, которые являлись аналогом авиационной дивизии.
Продолжительное время (с половины 1930-х по конец 1960-х годов) основу ВВС метрополии составляли три авиационных командования Королевских ВВС (англ. Royal Air Force Command), которые были созданы одновременно 14 июля 1936 года (Истребительное, Бомбардировочное и Береговое). В названиях объединений указание принадлежности Royal Air Force сокращалось до RAF.  

#### Истребительное командование
Объединение было создано в июле 1936 года под названием Истребительное командование (англ. RAF Fighter Command).
К началу Второй мировой войны в командовании было 3 авиационные истребительные группы с различным количеством эскадрилий: 11-я группа (19 эскадрилий), 12-я (10 эскадрилий) и 13-я (7 эскадрилий). Всего — 36 эскадрилий. К январю 1941 года количество истребительных групп достигло 6, в которых были сведены 76 эскадрилий. Кроме них в состав командования были включены группа связи и учебно-тренировочная авиационная группа.
В июне 1943 года, в связи с ожидаемым вводом войск союзников в континентальную часть Западной Европы, произошло разделение Истребительного командования на два новых объединения: ПВО Великобритании  (Air Defence of Great Britain (ADGB)) и Вторые тактические ВВС  (RAF Second Tactical Air Force (2TAF)). Первое объединение (ADGB) выполняла ПВО метрополии, второе должно было действовать совместно с войсками вторжения в Западную Европу. По окончании боевых действий Вторые тактические ВВС были расформированы, а в 1951 году повторно созданы как Командование королевских ВВС в Германии в составе оккупационных войск.
Вторые тактические силы (2TAF) были созданы как объединение со смешанным составом: кроме истребителей в него были включены бомбардировщики.
На момент высадки союзных войск в Нормандии, состав ADGB и 2TAF был следующим:
- ADGB

- 5 истребительных групп
- специальные группы

- тактико-разведывательная авиационная группа
- группа связи
- учебно-тренировочная авиационная группа

- 2TAF

- бомбардировочная авиационная группа
- 2 смешанные авиационные группы (бомбардировщики и истребители)
- истребительная авиационная группа ПВО

За время боевых действий во Второй мировой войне людские потери Истребительного командования составили: 3690 убитых, 1215 раненых и 601 военнопленных. Было потеряно 4790 самолетов.
В 1968 году Истребительное и Бомбардировочное командования были объединены в Ударное командование (англ. RAF Strike Command)

#### Бомбардировочное командование
Объединение было создано в июле 1936 года  под названием  Бомбардировочное командование (англ. RAF Bomber Command).
К началу Второй мировой войны в состав командования были сведены 6 бомбардировочных авиационных групп (39 эскадрилий) и 1 учебно-тренировочной авиационной группы (16 эскадрилий). К январю 1941 года количество общее количество групп осталось тем же, но при этом одна из бомбардировочных групп стала второй учебно-тренировочной. Из 55 эскадрилий, для ведения боевых действий на территории Франции были отобраны 33 эскадрильи насчитывавших 480 самолётов.
На момент высадки союзных войск в Нормандии, в Бомбардировочное командование входили: 6 бомбардировочных групп, 3 учебно-тренировочные, 1 группа связи, 1 авиационная группа наведения самолётов и 1 группа специального назначения.
За годы Второй мировой войны Бомбардировочное командование понесло самые большие потери личного состава среди объединений Королевских ВВС: 55573 убитыми, 8403 ранеными и 9838 военнопленными. В боевых действиях было потеряно 8325 самолетов
Всего было произведено 364514 боевых вылетов и сброшено 1030500 тонн бомб.
В 1968 году Истребительное и Бомбардировочное командования были объединены в Ударное командование (англ. RAF Strike Command)

#### Береговое командование
Объединение было создано в июле 1936 года под названием Береговое командование (англ. RAF Coastal Command).
Задачей объединения являлось: участие в береговой обороне Британии; сопровождение морских конвоев с грузами от союзников и направляемых к союзникам; отражение налётов на Британию самолётов Люфтваффе и уничтожение подводных лодок Кригсмарине.
Первоначально в состав командования входили 3 авиационные группы (19 групп) и 1 учебно-тренировочная авиационная группа.  С ходом войны командованию отводилась роль разведки на море, в связи с чем к моменту высадки союзных войск в Нормандии в состав командования входили уже 5 разведывательных авиационных групп, 1 фото-разведывательная авиационная группа, 1 учебно-тренировочная группа, авиационная группа на Гибралтаре и авиационная группа в Исландии.
В годы Второй мировой войны Береговое командование уничтожило 212 подводных лодок, 366 немецких транспортных судов и повредило 134. Потери командования составили 5866 убитыми и 2060 самолетов по различным причинам.
В ноябре 1969 года Береговое командование было расформировано с включением частей в Ударное командование.

#### Командования заморских ВВС
Во время Второй мировой войны в Королевских ВВС происходил постоянный рост численности заморских ВВС. На 1938 год в составе командования ВВС Средиземноморье была только 1 эскадрилья, в командовании ВВС Индии — 8, командовании ВВС Среднего Востока — 14. К июлю 1943 года только в командовании ВВС Средиземноморья было не менее 44 авиационных групп.  

#### Ударное командование
Ударное командование (англ. RAF Strike Command) создано в апреле 1968 года слиянием Истребительного и Бомбардировочного командования.  В 1969 году состав пополнился частями и соединениями упразднённого Берегового командования. Расформировано в 2007 году.

### Российская Федерация
После распада СССР в состав Вооружённых сил Российской Федерации отошла часть объединений ВВС СССР, дислоцировавшихся на её территории.
В 1990-е годы Вооружённые силы Российской Федерации находились в тяжёлой ситуации из-за общего экономического спада в государстве. Прежняя организация ВВС оказалась для экономики РФ неподъёмной в связи с чем было решено провести её оптимизацию. Было принято решение о слиянии двух ранее отдельных видов вооружённых сил (ВВС и Войск ПВО). В связи с этим с 1998 года начали создаваться новые типы объединений Армия ВВС и ПВО, на базе прежде существовавших ВА, корпусов ПВО (КПВО) и отдельных армий ПВО (ОА ПВО). Всего было создано 5 объединений:
- 4-я армия ВВС и ПВО — управление в г. Ростов-на-Дону. Создан слиянием 4-й ВА и 11-го корпуса ПВО[24];
- 5-я армия ВВС и ПВО — Екатеринбург. Создана на базе 5-го корпуса ПВО;
- 6-я армия ВВС и ПВО — Санкт-Петербург. Создана на основе 6-й Отдельной армии ПВО, в которую вошли части и соединения 16-й и 76-й ВА[25];
- 11-я армия ВВС и ПВО — Хабаровск. Создана слиянием 1-й ВА и 11-й Отдельной армии ПВО[26]
- 14-я армия ВВС и ПВО — Чита. Создана на основе 14-й Отдельной армии ПВО[27]

В ходе реформирования вооружённых сил в 2009 году, все Армии ВВС и ПВО были расформированы.
В 2015 году указом Президента Российской Федерации были заново воссозданы 4-я, 6-я, 11-я и 14-я армии ВВС и ПВО. Тем же указом была создана 45-я армия ВВС и ПВО в составе Северного флота.